# Stary Dwór (rejon małorycki)
Stary Dwór, także Dwór Stary (biał. Стары Двор, Stary Dwor; ros. Старый Двор, Staryj Dwor) – wieś na Białorusi, w obwodzie brzeskim, w rejonie małoryckim, w sielsowiecie Czerniany.

## Historia
W dwudziestoleciu międzywojennym kolonia leżąca w Polsce, w województwie poleskim, do 12 kwietnia 1928 w powiecie brzeskim, w gminie Wielkoryta, następnie w powiecie kobryńskim, w gminie Nowosiółki. W 1921 liczyła 100 mieszkańców. Wszyscy oni byli Białorusinami wyznania prawosławnego.
Po II wojnie światowej w granicach Związku Sowieckiego. Od 1991 w niepodległej Białorusi.